# Peltandreae
Peltandreae es una tribu de plantas con flores de la familia Araceae. Tiene los siguientes géneros:

## Géneros
- Arodendron Werth = Typhonodorum Schott
- Peltandra Raf.
- Typhonodorum Schott